# Hiroki Higuchi
Hiroki Higuchi (樋口 寛規 Higuchi Hiroki?), född 16 april 1992 i Hyōgo prefektur, är en japansk fotbollsspelare.
Higuchi började sin karriär 2011 i Shimizu S-Pulse. Efter Shimizu S-Pulse spelade han för FC Gifu, Shonan Bellmare, SC Sagamihara och Fukushima United FC.